# Герб Вересочі
Герб Вересочі затверджений 16 червня 2011 р. рішенням сесії сільської ради. Автор — О. Желіба.

## Опис
У срібному полі чорна хвиляста база, на них перетятий лазурово-золотий півмісяць рогами догори, на якому стоїть реєстровий козак у червоному жупані, таких же шароварах, чорних чоботях, козацькій шапці з червоним верхом та чорним хутром, підперезаний золотим поясом, із чорною ладункою через ліве плече, такою ж шаблею в піхвах при боці та самопалом на лівому плечі. Щит накладено на бароковий картуш, який увінчаний золотою сільською короною, і покладений на дві зелені гілочки вересу з червоними квітами обабіч щита та два кетягів калини знизу, що перевиті синьою стрічкою з золотою підбивкою і золотим написом «ВЕРЕСОЧ».

## Символіка
Козак — згадка про основну частину мешканців села Вересочі. Місяць — знак, який використовується на гербі Куликівського району, спрощений герб «Кораб». Перевернутий півмісяць — символ поразки нападників-бусурманів. Хвиля — символ мінливості життя, змін; відзнака географічного розташування села. Чорна хвиляста база — річка Вересоч, згадка про традиційну для XVII—XVIII ст. торгівлю селян дьогтем та деревним вугіллям. Верес — промовиста назва села.